# 데이터베이스 관리자
데이터베이스 관리자(database administrator, DBA)는 한 조직 내에서 데이터베이스를 설치, 구성, 업그레이드, 관리, 감시하는 일을 맡은 사람을 가리킨다. 보통 다음의 역할을 수행한다.
- 자료 복구 - 백업
- 보전 - 데이터 보전(Database preservation)
- 보안 - 접근 제어
- 사용 가능
- 성능
- 개발 및 테스트 지원

데이터베이스 관리자의 역할은 데이터베이스 관리 시스템 (DBMS)의 기술, 데이터베이스 소유자의 요구에 따라 바뀌어 갔다. 이를테면, 로컬 및 물리 데이터베이스 설계가 전통적으로 데이터베이스 분석가나 데이터베이스 설계자의 의무라 할지라도, 데이터베이스 관리자에게는 이러한 의무가 주어진다.

## 의무
- 새로운 소프트웨어 설치
- 시스템 관리자의 하드웨어 및 소프트웨어 구성
- 보안 관리
- 자료 분석
- 데이터베이스 설계 (예비)
- 데이터 모델 제작 및 최적화
- 기존의 엔터프라이즈 데이터베이스의 관리, 새로운 데이터 베이스의 분석, 설계, 작성에 대한 책임

## 참조
1. ↑  “Database Administration”. 《SFIAPlus》. British Computer Society. 2012년 2월 21일에 원본 문서에서 보존된 문서. 2012년 2월 6일에 확인함.